# Kirsten Justesen
Kirsten Justesen (* 25. Dezember 1943 in Odense) ist eine dänische Künstlerin und Teil der feministischen Kunstbewegung.

## Leben
Kirsten Justesen schloss 1975 ihr Studium der klassischen Bildhauerei an der Königlich Dänischen Kunstakademie ab. Ihr Werk umfasst performative, körperliche, installative und zeitbasierte Skulpturen und ist dafür bekannt, ihren eigenen Körper als repetitives Medium zu verwenden. Justesen war Pionierin der feministischen Kunst in Dänemark und Teil der Avantgarde-Szene der 1960er Jahre.
Justesen entwirft seit 1967 Theaterausstattungen, u. a. in Zusammenarbeit mit Ballettkompanien in den 1990er Jahren, als Libretto- und Produktionsdesignerin für die Randi Patterson Company und in Zusammenarbeit mit Bühnenbildnern an der Danske Scenekunstskole von 1985 bis 1990.
Justesens Publikation Kors Drag wurde 1999 veröffentlicht; sie umfasst eine Sammlung von 200 Bildern und 100 Textzeilen, die von internationalen Künstlerinnen neu geschrieben wurden. Melting Time # 11 ist ein 2003 veröffentlichter retrospektiver Katalog, der die seit 1980 präsentierten Melting Times dokumentiert.
Justesen hat seit Mitte der 1960er Jahre Ausstellungen, Veranstaltungen, Museumsinstallationen, Performances und Wandmalereien geschaffen. 1998 hat sie ein lebenslanges Stipendium der staatlichen Einrichtung Statens Kunstfond erhalten. Justesen hat in Skandinavien, den USA und im Nahen Osten unterrichtet. Sie setzt sich auch für den Einfluss von Künstlerinnen in der Kunstwelt ein, indem sie in verschiedenen Gremien und Stiftungen mitarbeitet und Seminare über die Stellung von Künstlerinnen in der Gesellschaft mitorganisiert.
Inhaltlich fordert Justesens Werk die gesellschaftliche Wahrnehmung der Geschlechter und die Ausgrenzung von Frauen heraus. In den 1970er Jahren schuf sie kritische, humorvolle Gegenbilder zu den romantisierten Darstellungen der Hausfrau durch männliche Künstler, wie z. B. „The Housewife Pictures“. Die Bilder wurden in den 1970er Jahren als Plakate und in Frauenzeitschriften und Kunstliteratur verbreitet.
1970 realisierte sie mit dem feministischen Kollektiv Kanonklubben (gemeinsam mit Lene Bille, Marie Bille, Rikke Diemer, Kirsten Dufour, Jytte Keller, Jytte Rex und Gite Skjoldjensen) das Projekt Damebilleder (Womens’ Images), eine Serie von sieben feministischen Arbeiten und Aktionen/Events an unterschiedlichen Orten in Kopenhagen. Es folgte 1975 die Teilnahme an der von VALIE EXPORT kuratierten Ausstellung MAGNA. Feminismus: Kunst und Kreativität in Wien, einem weiteren Meilenstein der feministischen Kunst- und Ausstellungsgeschichte.
Werke Justesens sind unter anderem in der Sammlung Verbund und des Kunsten Museum of Modern Art Aalborg vertreten, sie zählt inzwischen zum Kanon der sogenannten Feministischen Avantgarde.
Justesen lebt in Kopenhagen und New York.

## Ausstellungen

### Einzelausstellungen (Auswahl)
- 1999: RE KOLLEKTION, Museum for Modern and Contemporary Art Aalborg, Dänemark
- 2001: KIRSTEN JUSTESEN 1968–2001, Kunstruimte Wagemans, Holland
- 2003: MY BODY IS MY TOOL, KIRSTEN JUSTESEN 1969–2003, MANNA, Museum Anna Nordlander, Schweden
- 2023: Kirsten Justesen - Pussy Power, Kunsten Museum of Modern Art Aalborg, Dänemark[3]

### Gruppenausstellungen (Auswahl)
- 1975: MAGNA. Feminismus: Kunst und Kreativität, Galerie nächst St. Stephan, Wien[4]
- 1990: TURNS, FAX-piece, Fondation Danae, Pouilly (F)
- 2021: MOTHER!, Kunsthalle Mannheim, Mannheim
- 2021: EFTER STILHEDEN – KUNSTENS KVINDER TAGER ORDET, SMK – National Gallery of Denmark, Kopenhagen

## Auszeichnungen
- 1988: Ole Haslunds Kunstnerfond
- 1989: Henry Heerup’s Legat
- 1991: Anne Marie Telmanyi Prisen
- 1993: Henry Heerup’s Legat
- 1996: Eckersberg Medaljen
- 1998: Life long grant from The Danish Art Council
- 1999: Niels Wessel Bagge Art Foundation
- 2001: Viggo Jarls legat
- 2002: Carl Nielsen & Anne Marie Carl-Nielsens Legatets hæderspris
- 2003: The Anna Nordlander Priset, Skellefteå, Schweden
- 2005: Thorvaldsen Medaljen